# Straußfurt
Straußfurt è un comune della Turingia, in Germania.
Appartiene al circondario (Landkreis) di Sömmerda (targa SÖM) ed è parte della comunità amministrativa (Verwaltungsgemeinschaft) di Straußfurt.

## Storia
Il 31 dicembre 2019 venne aggregato al comune di Straußfurt il comune di Henschleben.